# Metro du Sahel
Il Metro du Sahel (in arabo: مترو الساحل, in italiano Metrò della costa) è una linea ferroviaria della Tunisia lunga 69 km (e 4 km di diramazione), a scartamento metrico, che collega la città di Susa con Mahdia passando per Monastir e Moknine. La linea è elettrificata (25 kV, 50 Hz) ed i primi 44 km della linea, fino alla cittadina di Moknine, sono a doppio binario. È usata per treni interregionali che servono i governatorati del Sahel.

## Storia
La prima sezione di 25 km di linea tra Susa e Monastir fu inaugurata nel 1984. Nel 1989 con il completamento dei lavori fino a Moknine ed un ulteriore tratto di 25 km costruito sulla sede della vecchia ferrovia M'saken-Mahdia la linea raggiunse l'estensione odierna di 73 km. Nel 2010 la linea e le stazioni hanno visto importanti lavori di ristrutturazioni.

## Percorso
|  | Head station |

|  | Stop on track |

|  | Stop on track |

|  | Small non-passenger station on track |

| Unknown route-map component "CONTgq" | Junction both to and from right |  |  |

|  | Stop on track |

|  | Stop on track |

|  | Stop on track |

|  | Stop on track |

| Airport | Stop on track |  |  |

|  | Unknown route-map component "BHFABZgl+l" | Unknown route-map component "STR+r" |  |

|  | Straight track | End station |  |

|  | Stop on track |

|  | Stop on track |

|  | Stop on track |

|  | Stop on track |

|  | Stop on track |

|  | Stop on track |

|  | Stop on track |

|  | Stop on track |

|  | Stop on track |

|  | Station on track |

| Unknown route-map component "exCONTgq" | Unknown route-map component "eABZg+r" |  |  |

|  | Stop on track |

|  | Stop on track |

|  | Stop on track |

|  | Stop on track |

|  | Stop on track |

|  | Stop on track |

|  | Stop on track |

| Unknown route-map component "Coach-CHN" | Interchange on track |  |  |

|  | End station |